# Волот
Волот (рус. Волот) насељено је место руралног типа са административним статусом села (рус. село) на северозападу европског дела Руске Федерације. Налази се у западном делу Новгородске области и административно припада Волотовском рејону чији је уједно и административни центар.
Према проценама са пописа становништва из 2010. у селу је живело 2.236 становника.

## Географија
Село Волот налази се у западном делу Новгородске области, на подручју Прииљмењске низије. Кроз село протиче река Псижа, западна притока језера Иљмењ. Налази се на око 87 километара југозападно од административног центра области Великог Новгорода, и на око 44 километра западно од града Стараја Руса.
Кроз село пролази железничка линија на релацији Бологоје—Валдај—Стараја Руса—Дно.

## Историја
Насеље Волот се развило из истоимене железничке станице саграђене крајем XIX века на деоници Московско-Рибинске железнице. Тако је 1897. станица Волот постала једна од 16 железничких станица уз пругу која је повезивала градове Бологоје и Псков. Након оснивања Волотовског рејона у августу 1927. село Волот постаје рејонским центром.

## Демографија
Према подацима са пописа становништва 2010. у селу је живело 2.236 становника.
| 1897. | 1939. | 1959. | 1970. | 1979. | 1989. | 2002. | 2010. |
| ----- | ----- | ----- | ----- | ----- | ----- | ----- | ----- |
| ---   | ---   | ---   | ---   | ---   | 2,485 | 2,329 | 2,236 |